# Drive-Thru Records
Drive-Thru Records (también conocido por su abreviatura, DTR) es un sello discográfico independiente fundado en 1996 por los hermanos Richard Reines y Stefanie Reinesen en Sherman Oaks, Los Ángeles, California.
Drive-Thru Records se especializa en trabajar con grupos punk pop. También ha abierto su catálogo trabajando con grupos y lanzando recopilatorios punk rock, ska punk, indie rock, power pop y post-hardcore. Todos estos subgéneros dentro de su faceta más mainstream.
Drive-Thru Records es uno de los sellos más importantes del rock alternativo.

## Filiales
En 2004, los hermanos Reines crean Rushmore Records, una filial de Drive-Thru. Sin embargo, este sello no cuajó en absoluto y resultó un fracaso para Drive-Thru y sus propietarios. Desde su creación tan solo ha contado con 7 bandas, de las que actualmente quedan dos, Houston Calls y Self Against City.
Poco después, vuelven a crear otra filial, Love Minus Zero Recordings. La filial se especializa en la música de cantautor y tan solo tiene dos artistas en su catálogo, Roark y Biirdie.

## Catálogo de bandas
Drive-Thru Records:
- An Angle
- The Early November
- Halifax
- Hidden In Plain View
- hellogoodbye
- House of Fools
- I Am the Avalanche
- I Can Make a Mess Like Nobody's Business
- Dave Melillo
- The Pilot
- Jesse Ponnock
- Say No More
- Socratic
- Steel Train

Rushmore Records:
- Houston Calls
- Self Against City

## Bandas en el pasado
En el siguiente listado se encuentran las bandas que han pasado, desde su creación, por Drive-Thru y por su filial, Rushmore Records:
| - Adelphi - Allister - The Benjamins - Caught Inside - Cousin Oliver - The Cover - Day at the Fair - Fenix*TX - Finch - Home Grown - Jenoah - Last Summer - Madison | - Midtown - The Mile After - Morning Call - Mothermania - The Movielife - New Found Glory - Rx Bandits - Senses Fail - Something Corporate - The Starting Line - The Stellar Life - The Track Record - Unleaded Plus - The Wrens |